# Yves Martin (ingénieur)
Pour les articles homonymes, voir Martin et Yves Martin.
Yves Martin  né le 4 avril 1936 à Nîmes, décédé le 15 décembre 2010, est un ingénieur français. Il s'est investi notamment à partir des années 1960 sur les problèmes environnementaux, au sein de l'administration française, et a été dans les années 1970 un des conseillers de Robert Poujade, lorsque celui-ci a créé le ministère français de l'Environnement.

## Éléments biographiques
Ancien élève des lycées Alphonse-Daudet et Louis-le-Grand et de l'École polytechnique (promotion 1955 ; sorti 7e en 1957) et de l'École des mines de Paris (entré en 1958, sorti classé premier sur 13 élèves du corps en 1960), il appartient au Corps des mines. Cadre dans l'administration, il participe en 1964 à la coordination des recherches des mineurs ensevelis à Champagnole au Mont-Rivel : neuf mineurs ont pu être sauvés, cinq ont trouvé la mort. De 1964 à 1971, il est le premier directeur de l'Agence de l'eau Artois-Picardie.
En 1971, il devient, pendant un an environ, adjoint du directeur général de la protection de la nature et de l'environnement, à la création du ministère de l'Environnement, par Robert Poujade. Sa mission est d'élaborer un projet de loi-cadre sur le bruit. Il est ainsi surnommé « Monsieur Silence. » Il propose notamment des aides pour l'insonorisation des logements dans les zones de bruit, autour des aéroports, et le rachat de propriétés dans les zones particulièrement exposées,. Il poursuit ensuite son parcours dans l'administration. Il est à l'origine de la transformation du CERCHAR en Ineris et est notamment, dans les années 1990 président de la mission interministérielle de l'effet de serre.

## Publications
- 1972 : « Environnement et innovation », Annales des mines, p. 47-58-
- 1974 : « Protection du consommateur, Avant-propos », Annales des mines, avril-mai
- 1988 : « Quelques réflexions sur l’évolution des agences de bassin »,  Annales des mines, juillet-août, p. 117-119
- 1989 : Introduction à un ouvrage collectif pour le 25e anniversaire de l’ENGREF
- 1991 : « L’accroissement de l’effet de serre : quelles mesures de prévention, La Jaune et la Rouge, no 465, La Climatologie, p. 66-71
- 1996 : « La qualification des produits industriels », Annales des mines, avril-mai, p. 99-103.
- 1998 : « Fiscalité, subvention et évolutions de l’urbanisme », La Jaune et la Rouge, no 534, Environnement et fiscalité, p. 23-24.
- 1998 : « Pour une refondation des agences de l’eau », Académie de l’eau (séance du 18 novembre) publié.
- 1999 : « Fiscalité et écologie », Bulletin du GREF no 54.
- 2000 : « Oui, l’OPEP est nécessaire », article dans Libération du 10 avril 2000.
- 2006 : Introduction à un ouvrage collectif sur Aquifères et eaux-souterraines
- 2008 : « Le bois a tout à gagner d’une taxe sur le carbone », Forêt-entreprise no 178. janvier. p. 56-58].
- 2010 : « Pour une fiscalité verte progressive sur les énergies non renouvelables », Le Monde,‎ 8 janvier 2010 (lire en ligne), cosigné avec Michel Rocard